# David Mark Berger
David Mark Berger (Cleveland, Ohio; 24 de mayo de 1944 - Fürstenfeldbruck, 6 de septiembre de 1972) fue un levantador de pesas olímpico estadounidense-israelí, y uno de los once atletas olímpicos israelíes tomados como rehenes y asesinados por el grupo terrorista palestino Septiembre Negro durante la masacre de Múnich en los Juegos Olímpicos de 1972.

## Primeros años y carrera deportista
Natural de Cleveland (estado de Ohio) era hijo de Dorothy Berger (de soltera Davidson) y Benjamin Berger, de profesión médico. Berger llegó a ser un estudiante con honores de la escuela secundaria y atleta, graduándose en la escuela secundaria Shaker Heights en 1962. Asistió a la Universidad de Tulane en Nueva Orleans entre 1962 y 1966, donde repitió su perfil de estudiante con honores. Mientras estudiaba en Tulane, continuaba entrenando de levantamiento de pesas en el New Orleans Athletic Club. Como junior en Tulane, ganó el título de halterofilia de la NCAA en la categoría de las 148 libras. 
Berger obtuvo una licenciatura en Psicología de Tulane en 1966. Luego se inscribió en un programa combinado de máster en Administración de Empresas y Derecho en la Universidad de Columbia en Nueva York, del cual se graduó en 1969. Mientras trabajaba para obtener sus títulos, Berger continuó dedicando tiempo al levantamiento de pesas, entrenando en el McBurney YMCA, en Midtown de Manhattan. Durante su estadía en Nueva York, Berger compitió en la división de peso mediano. En 1968, compitiendo como peso mediano, terminó cuarto en las pruebas olímpicas de Estados Unidos.
Tras ganar una medalla de oro en el concurso de levantamiento de pesas de peso mediano en los Juegos Maccabiah de 1969, Berger emigró a Israel con la intención de abrir una oficina de abogados en Tel Aviv después de completar su servicio militar obligatorio. Berger continuó compitiendo en levantamiento de pesas, pero ascendió en peso corporal a la clase de peso ligero. Ganó una medalla de plata en el Campeonato Asiático de Halterofilia de 1971 y logró un sueño de mucho tiempo cuando fue elegido para representar a Israel como miembro del equipo olímpico israelí de 1972. A finales de agosto de ese año, Berger voló a Múnich con sus compañeros. El 2 de septiembre de 1972, Berger compitió, pero fue eliminado en primera ronda.

## Múnich 1972
A primera hora del 5 de septiembre de 1972, terroristas palestinos tomaron como rehenes a Berger y sus cinco compañeros de habitación tras irrumpir en la villa olímpica y apresar a otros seis israelíes en otro apartamento, además de herir al entrenador de lucha libre Moshe Weinberg en la cara. Mientras los atletas eran trasladados al primer apartamento, Weinberg llegó a enfrentarse a los terroristas, lo que permitió que el luchador de peso mosca Gad Tsobari escapara, si bien acabó resultando acribillado en la trifulca. Cuando los rehenes y terroristas restantes entraron en otro apartamento, el levantador de pesas Yossef Romano también intentó reducir a los asaltantes. Romano sería asesinado y su cuerpo abandonado en la habitación mientras se desangraba. Berger recibió un disparo en el hombro izquierdo, una herida que los policías alemanes vieron más tarde ese día. Se cree que Berger, siendo físicamente uno de los rehenes más grandes, también fue golpeado para intimidar a los demás.
Después de todo el día de negociaciones, los terroristas y sus rehenes fueron trasladados desde la villa olímpica en helicóptero a la base aérea de Fürstenfeldbruck, a las afueras de Múnich, donde los terroristas creían que serían trasladados en avión a una nación árabe amiga. En cambio, los guardias fronterizos alemanes y la policía de Múnich intentaron tender una emboscada a los terroristas y liberar a los rehenes. Después de un tiroteo de dos horas, uno de los terroristas encendió el helicóptero en el que estaba sentado Berger y lo roció con fuego de ametralladora. Los otros tres rehenes en el helicóptero murieron instantáneamente, pero de alguna manera Berger solo recibió dos heridas no letales en las piernas. Sin embargo, el terrorista luego detonó una granada de mano dentro del helicóptero, provocando una gran explosión e incendio. Una autopsia encontró que Berger había muerto por inhalación de humo. Los cinco rehenes del otro helicóptero fueron asesinados a tiros por otro terrorista.
Mientras que los otros 10 atletas olímpicos israelíes fueron trasladados y enterrados en Israel, el cuerpo de David Berger fue devuelto a los Estados Unidos en un avión de la Fuerza Aérea ordenado personalmente por el presidente Richard Nixon. Fue enterrado en el cementerio de Mayfield en su ciudad natal de Cleveland.